# Малофеев, Николай Николаевич
Николай Николаевич Малофеев (род. 1948) — советский и российский учёный-психолог и педагог, профессор, доктор педагогических наук (1996), действительный член (академик) РАО (2005).
Автор более 200 опубликованных научных работ, в числе которых публикации на английском, голландском, грузинском, латышском, румынском и японском языках. Является автором государственной целевой комплексной программы «Социально-психологическая поддержка и воспитание детей с недостатками умственного и физического развития» (1991), одним из организаторов пилотного проекта (Гособразование СССР — IBM) по компьютеризации специальных образовательных учреждений России.

## Биография
Родился 28 мая 1948 года в Москве.
Окончив в 1973 году дефектологический факультет Московского государственного педагогического института им. В. И. Ленина (ныне Московский педагогический государственный университет), по распределению работал учителем-логопедом школы села Тевриз Омской области (1973—1975). Затем, вернувшись в Москву, работал логопедом и завучем Московской областной детской психоневрологической больницы (1975—1981), научным сотрудником НИИ дефектологии Академии педагогических наук СССР (1981—1989), начальником Управления специальных интернатных учебных учреждений и охраны прав детей Гособразования СССР и советником Министра образования РФ по проблемам коррекционной педагогики и трудного детства (1989—1992). С 1992 по 2019 год являлся директором Института коррекционной педагогики РАО. С 2002 по 2009 год являлся аккредитованный профессором факультета специальной педагогики и психологии Высшей школы Резекне (Латвия). С августа 2011 года по совместительству работает профессором факультета психологии МГУ имени М. В. Ломоносова.
В 1988 году защитил кандидатскую диссертацию на тему «Формирование словаря младших школьников с церебральным параличом», в 1996 году — докторскую диссертацию на тему «Становление и развитие государственной системы специального образования в России».
Главный редактор журналов «Дефектология», «Воспитание и обучение детей с нарушениями развития», член редколлегии журнала «Special Education» (Литва). Участник Проекта ЮНЕСКО «Интегрированное обучение» (участие с пленарными докладами на конференциях в республиках Армения, Грузия, Беларусь, Латвия, Литва, Молдова, 2001—2004 годы); эксперт проекта ЕC «Система реабилитационных услуг для людей с ограниченными возможностями в Российской Федерации» (2007—2009 годы). Член Совета по присуждению премий Правительства Российской Федерации в области образования, Экспертного совета по педагогике и психологии ВАК РФ, Президиума РАО, советов по защите диссертаций ИКП РАО и Национального Института образования Минобразования Республики Беларусь. Член американского научного общества Orton dyslexia society.
Профессор кафедры логопедии Ленинградского государственного университета имени А. С. Пушкина.